# 11756 Geneparker
11756 Geneparker este un asteroid din centura principală de asteroizi.

## Descriere
11756 Geneparker este un asteroid din centura principală de asteroizi. A fost descoperit pe 24 septembrie 1960 la Observatorul Palomar de Cornelis Johannes van Houten, Ingrid van Houten-Groeneveld și Tom Gehrels. Asteroidul prezintă o orbită caracterizată de o semiaxă mare de 2,24 ua, o excentricitate de 0,18 și o înclinație de 2,2° în raport cu ecliptica.